# Kościół Przenajświętszej Trójcy w Otočacu
Kościół Przenajświętszej Trójcy (chorw. Crkva Presvetog Trojstva) – rzymskokatolicka świątynia parafialna znajdująca się w chorwackim mieście Otočac.

## Historia
Pierwsza wzmianka o kościele pochodzi z pierwszej połowy XVII wieku. Świątynia ta spłonęła w 1648 z nieznanych obecnie przyczyn. Odbudowę rozpoczęto w 1684, a ukończono w 1702. W 1710 rozpoczęto przebudowę, budynek podwyższono oraz wydłużono. 19 października 1718 odbyła się konsekracja kościoła. W 1730 wzniesiono nową dzwonnicę. Wiatr uszkodził świątynię 16 lutego 1760, naprawę wspomogła cesarzowa Maria Teresa Habsburg i jej syn oraz późniejszy cesarz Józef. W 1776 zainstalowano nową ambonę, a rok później ustawiono nowe ławki. W 1779 zakupiono dzwon o wadze 515 funtów, a w 1782 na wieży zamontowano nowy zegar. W 1792 zakupiono kolejny, 650-funtowy dzwon.
15 września 1991 kościół został podpalony przez żołnierzy Jugosłowiańskiej Armii Ludowej, w wyniku pożaru zniszczona została wieża wraz z zawieszonymi na niej dzwonami oraz mechanizmem zegara.

## Galeria

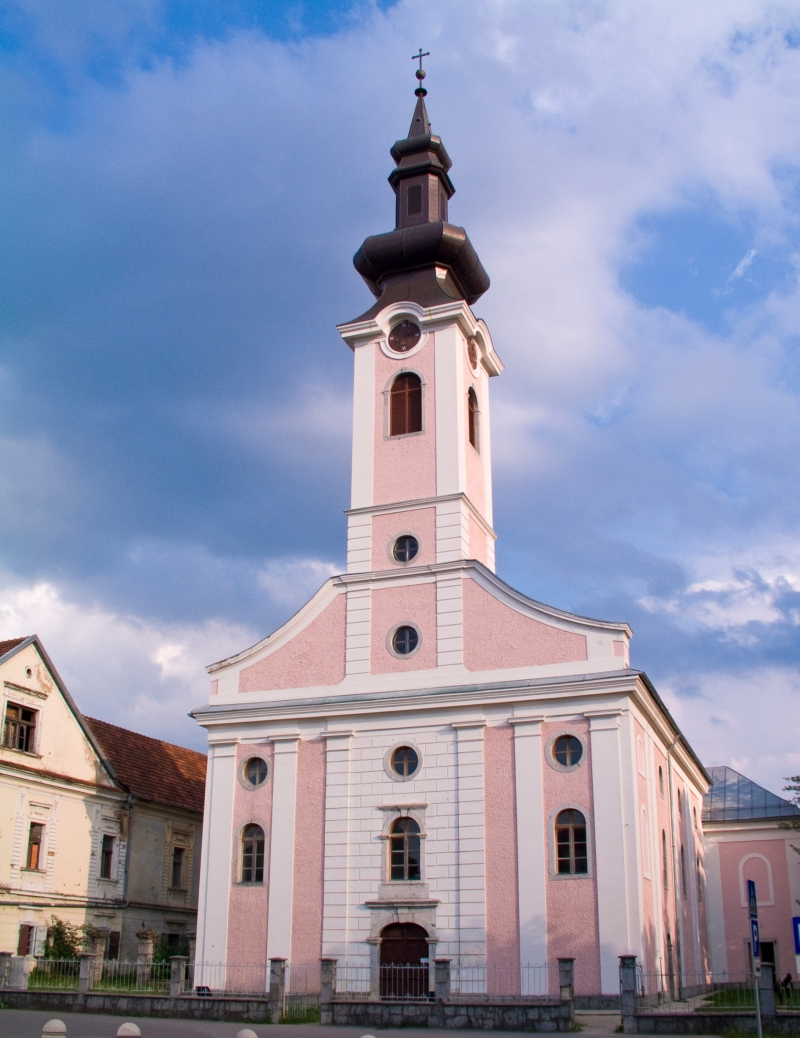
Fasada
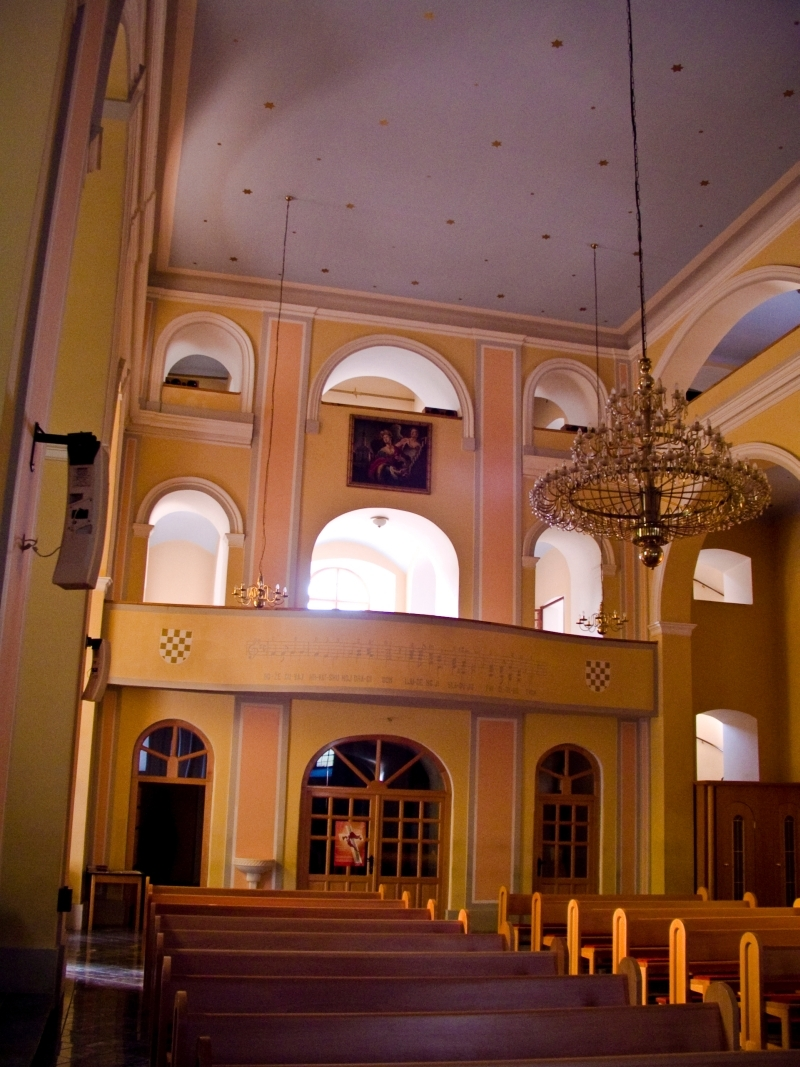
Empora
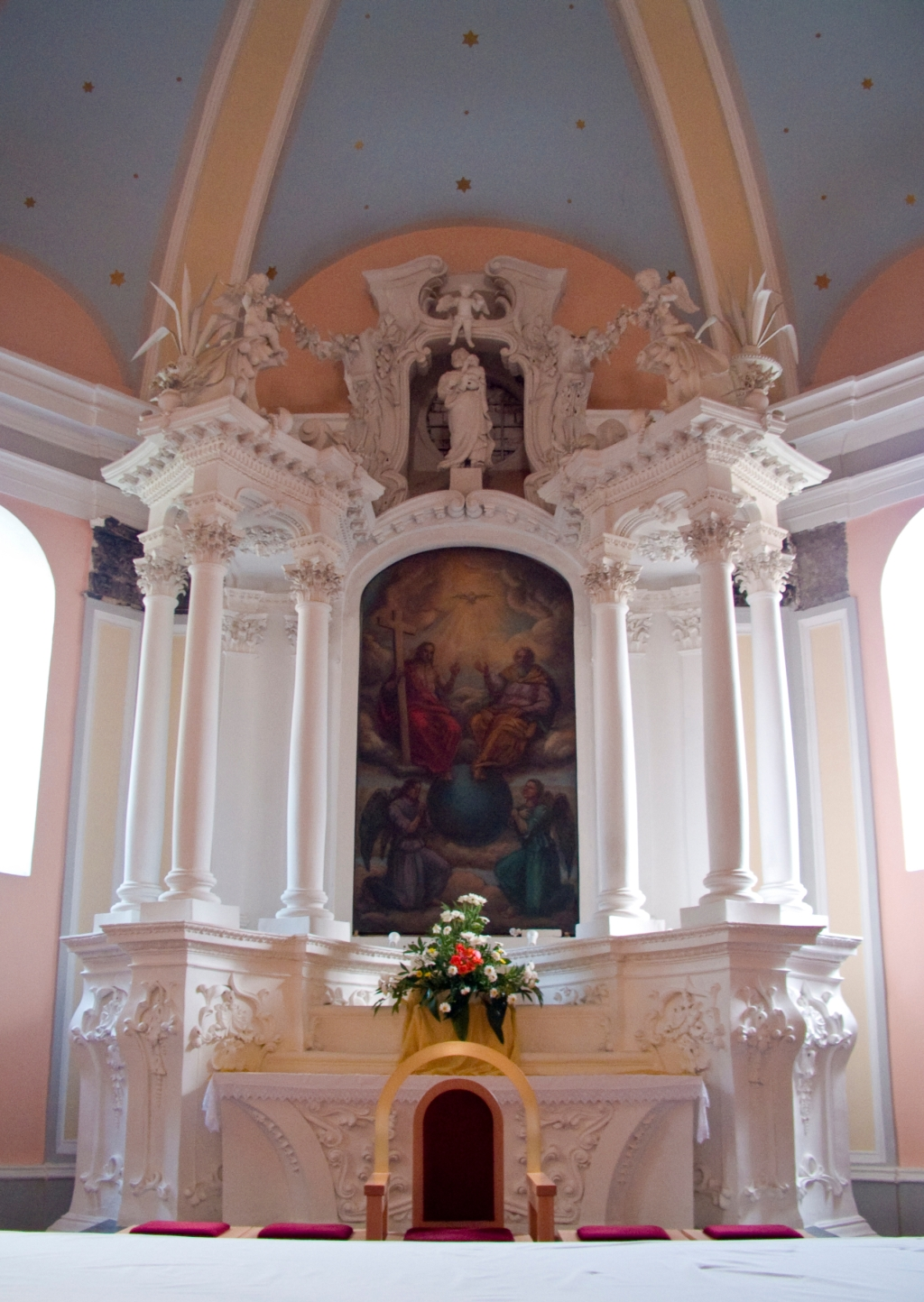
Ołtarz główny
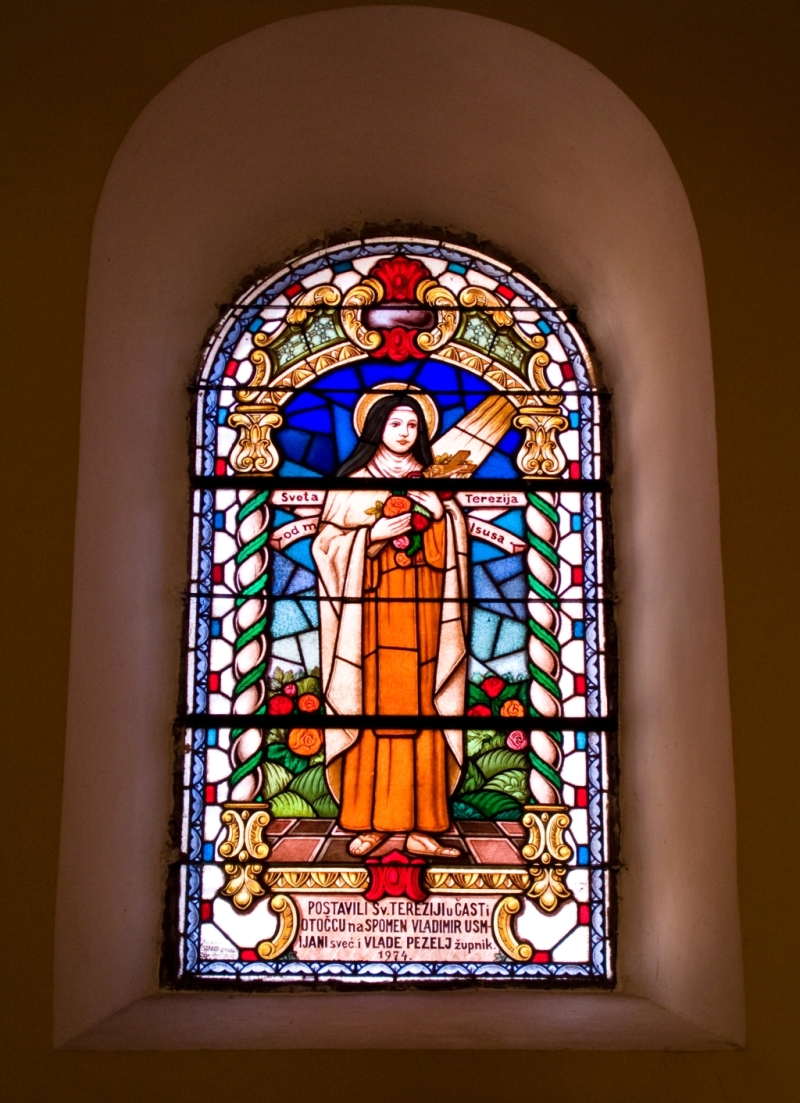
Witraż z wizerunkiem św. Teresy